# Fərid Abbasov
Fərid Abbasov (beim Weltschachbund FIDE Farid Abbasov; * 31. Januar 1979 in Baku) ist ein aserbaidschanischer Schachspieler und -trainer.

## Leben
Er ist seit 1998 Trainer der aserbaidschanischen Jugendnationalmannschaft. Der tief religiöse Schachspieler propagiert die Zugehörigkeit Bergkarabachs zu Aserbaidschan und vertreibt Schachsoftware.
Vereinsschach spielte er im Iran für Tidewater Hormozgan, mit denen er 2005 iranischer Mannschaftsmeister wurde. In der Türkei spielte er für Konyaspor.

## Erfolge
Bei der U18-Europameisterschaft 1997 in Tallinn belegte er den zweiten Platz. Die aserbaidschanische Einzelmeisterschaft konnte er 2001 in Baku gewinnen. 2006 gewann er das Mevlana-Schachfestival in Konya. 2007 gewann er das 15. Troja-Schachturnier in  Çanakkale, gemeinsam mit Jan Timman das Deltalift-Turnier in Laholm, eine Schnellschach-Veranstaltung, sowie das 7. Rohde-Open in Sautron bei Nantes. 2008 gewann er das Internationale Schachopen von La Fère und das Jubiläumsopen zur Feier des 40-jährigen Bestehens des Schachvereins l’Echiquier Nîmois aus Nîmes. Bei der aserbaidschanischen Einzelmeisterschaft 2009 wurde er Zweiter.
2001 wurde er Internationaler Meister, seit Juni 2007 trägt er den Großmeister-Titel. Die Normen für den GM-Titel erzielte er beim internationalen Turnier von Aluschta im Juni 2004 sowie beim internationalen Turnier von Tula im Februar 2007.